# Rune Furén
Rune Wilhelm Furén, född 25 maj 1938 i Stockholm, är en svensk musiker, sångtextförfattare och kompositör. Han var gitarrist i Rock-Ragge & His Four Comets.